# Sara Loda
Sara Loda est une joueuse italienne de volley-ball née le 22 août 1990 à Sarnico. Elle joue au poste de réceptionneur-attaquant.
Son copain est volleyeur Thomas Beretta.

## Palmarès

### Clubs
Coupe d'Italie:
- 2008

Ligue des Champions:
- 2009

### Équipe nationale
Grand Prix:
- 2017